# Васин, Василий Иванович
Василий Иванович Васин (23 августа 1923, Вороновка, Симбирская губерния — 1949, Рабочий посёлок имени В. И. Ленина, Ульяновская область) — капитан Советской Армии, участник Великой Отечественной войны, Герой Советского Союза (1943).

## Биография
Василий Васин родился 23 августа 1923 года в селе Вороновка (ныне — Базарносызганский район Ульяновской области) в семье крестьянина. Учился в школе в посёлке имени Ленина Барышского района. В июле 1941 года был призван на службу в Рабоче-крестьянскую Красную Армию. В 1942 году окончил  Ульяновское пехотное училище, после чего был направлен на фронт Великой Отечественной войны. К сентябрю 1943 года старший лейтенант Василий Васин командовал ротой 21-го стрелкового полка 180-й стрелковой дивизии 38-й армии Воронежского фронта. В 1943 году принят в ВКП(б). Отличился во время битвы за Днепр.
В конце сентября 1943 года рота Васина с ходу на подручных средствах переправилась через Днепр к северу от Киева и захватила плацдарм на западном берегу реки. Закрепившись на нём, рота отбила четыре вражеских контратаки пехотных подразделений противника при поддержке танков. В боях Васин два раза был ранен, но поля боя не покинул, продолжая руководить своей ротой.
Указом Президиума Верховного Совета СССР от 29 октября 1943 года за «образцовое выполнение боевых заданий командования, личное мужество и героизм, проявленное в боях с немецкими захватчиками» старший лейтенант Василий Васин был удостоен высокого звания Героя Советского Союза с вручением ордена Ленина и медали «Золотая Звезда» за номером 1785.
6 ноября 1943 года рота Васина в числе первых ворвалась в Киев, и именно её бойцы водрузили Красный флаг на здании киевского Дома Советов. В 1946 году в звании капитана Васин был уволен в запас. Проживал и работал в Рабочем посёлке имени В. И. Ленина Барышского района Ульяновской области. Умер 18 июня 1949 года.

## Награды
- Герой Советского Союза (медаль «Золотая Звезда» № 1785 и орден Ленина; 29.10.1943)
- Орден Красного Знамени (13.10.1944)[2]
- Орден Отечественной войны 2-й степени[1],
- медали.

## Память
- В честь В. И. Васина названа улица в посёлке имени Ленина[1] и в родном селе Героя Вороновке[5].

- У Обелиска «30 лет Победы» в Ульяновске есть мемориальная доска с именем Героя.

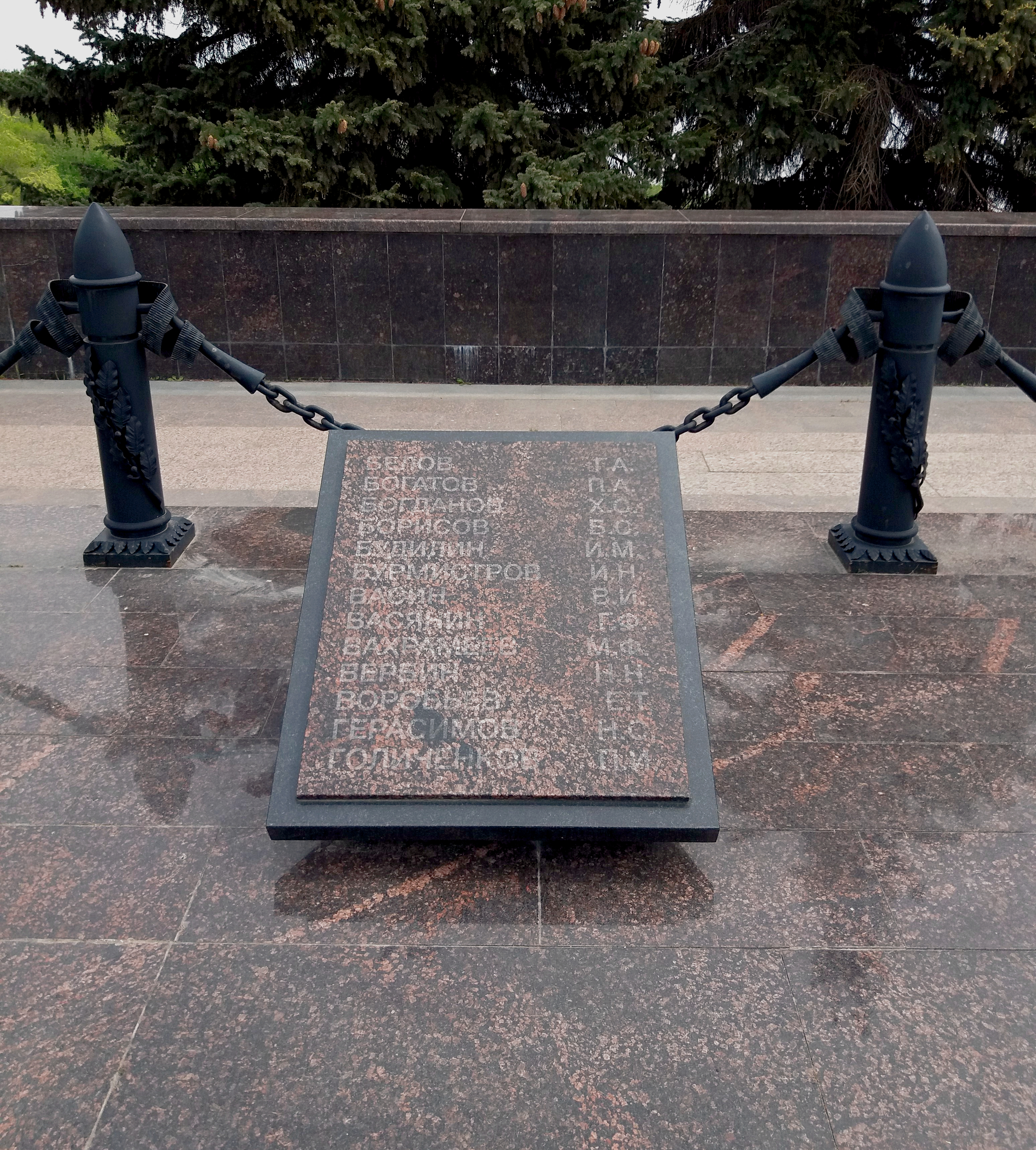
Мемориальная доска с именем Героя.